# 芯成科技控股
芯成科技控股有限公司，簡稱芯成科技控股，以及芯成科技（英語：SINO ICT HOLDINGS LIMITED，港交所：0365），前稱紫光科技，在1984年由畢天富家族創立一家電子設備製造商。
前身為「日東科技（控股）有限公司」。
該股份自2000年10月16日在香港交易所主板上市。其主要廠房位於深圳（1986年投入服務）、上海等地區。至於總部位於香港九龍觀塘觀塘道436–446號觀塘工業中心第4期1樓H室。主要業務集科研、设计、生产、销售及服务等各種電子設備產品。
至於董事會方面，所有執行董事也是家族成員。
2020年1月3日，紫光科技（00365）更改公司名稱為「芯成科技控股」，英文名稱由「Unisplendour Technology　（Holdings）　Limited」變更為「Sino ICT Holdings Limited」。

## 連結
- SunEastHK.com （页面存档备份，存于）
- SunEast.com.cn （页面存档备份，存于）
- 芯成科技控股有限公司 （页面存档备份，存于）